# Luispenaia paradoxa
Luispenaia paradoxa är en skalbaggsart som beskrevs av Martinez 1972. Luispenaia paradoxa ingår i släktet Luispenaia och familjen Melolonthidae. Inga underarter finns listade i Catalogue of Life.